# 麥當勞茄汁密碼
麥當勞茄汁密碼，是一個流傳於香港的都市傳說。

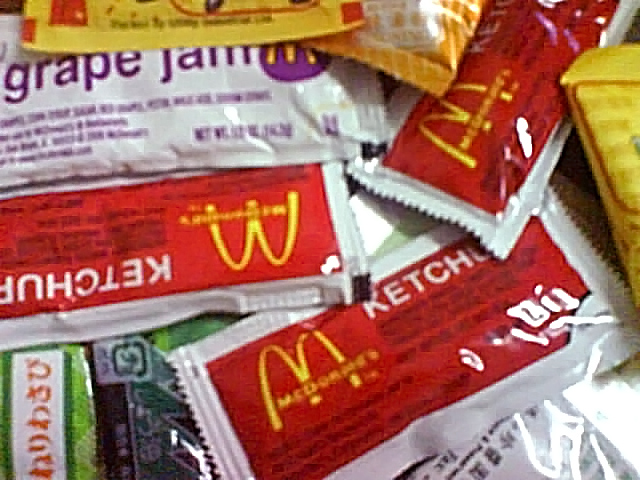
形形色色的包裝茄汁，每一包下方都有一個「神祕密碼」。

這傳說在1980年代末90年代初流傳，由一班麥當勞員工散播，後來開始網路上流傳。傳說大致上表示，每一包麥當勞包裝茄汁，其下方都有A1至A12不等的怪號碼，這些怪號碼都是代表茄汁的甜酸度，A1最酸，A12最甜。麥當勞以此來方便各類型的顧客，讓人們可以選擇甜或酸的口味。
這傳說流傳甚廣，甚至連麥當勞的部分基層員工也以此解釋包裝茄汁的怪號碼。而最初麥當勞公司並沒有主動解釋怪號碼的來由。

## 真相
後來麥當勞眼見傳說越傳越廣，便向大眾表示，其實包裝茄汁上的怪號碼，只是代表其生產編號，跟茄汁的甜酸度完全沒有關係，所有茄汁的甜酸度皆相同。而其他牌子的包裝茄汁，其中亦有印上生產編號，只不過大家比較注意麥當勞的包裝茄汁而已。